# Фліндерс Пітрі
Вільям Метью Фліндерс Пітрі  (англ. Sir William Matthew Flinders Petrie, 3 червня, 1853 — 28 липня, 1942) — англійський археолог, єгиптолог; науковець, котрий сприяв віднайденню і розвитку наукових методик в єгиптології, котрі в свою чергу сприяли якісним змінам як в єгиптології, так і в археології взагалі. Професор Лондонського університету в 1892–1933 рр.; лицар-бакалавр. Член Шведської королівської академії наук, Лондонського королівського товариства.

## Дитинство й освіта
В дитинстві був хворобливою дитиною. Ім'я отримав на честь діда з боку матері, мореплавця до Австралії, капітана Метью Фліндерса. Через хворобливість на родинній нараді було прийняте рішення дати домашню освіту. Ролі розділили. Батько (інженер за фахом) викладав хімію, тітка навчала стародавнім мовам та математиці, а мати — викладала мінералогію. Хлопець багато і наполегливо читав і сам, вивчав давньоримську історію, історію Британії. Все це і сприяло появі у юнака комплексного підходу до зацікавивших його явищ. Родину відвідували друзі, зацікавлені в археології Стародавнього Єгипту, адже це була престижна тема добропорядних англійських родин вікторіанської доби.
Родина не була заможною. Тому Фліндерс Пітрі, що зацікавився єгиптологією, мав би сплачувати сам власні подорожі, розкопки, перебування в чужій країні, харчування чи платити працівникам-феллахам зарплатню. Сам він повинен був забезпечувати також пакування, транспортування в Англію усіх власних знахідок. Тому він шукав мецената чи спонсора, адже держава грошей на це не давала.

## Стоунгендж і долина Гізи

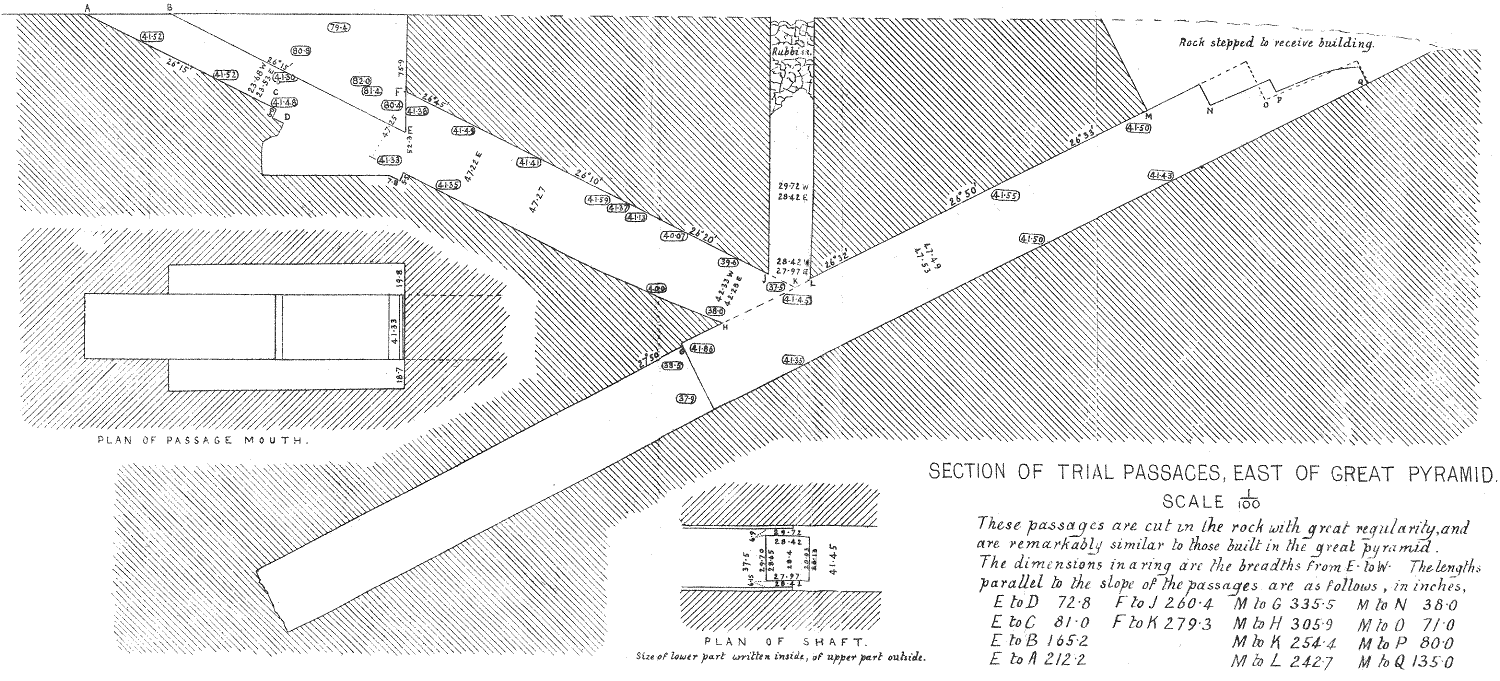
План Гізи за Пітрі, 19 ст.

Як науковець починав з досліджень Стоунгенджу, відомої доісторичної пам'ятки на території Англії. Досвід, отриманий в Англії, переніс на дослідження в долині Гізи в Єгипті. Точність вимірювань в Гізі стала винятковою (він виміряв розташування пірамід на плато). Пізніше їх визнають зразковими.
Проте від археолога-початківця не приховався жахливий стан руйнацій давньоєгипетських пам'яток, варварські методи розкопок, використання вибухівки заради швидкого проходу до помічених чи запланованих об'єктів. Фліндерс Пітрі вдало порівняв варварське знищення та розкрадання пам'яток Єгипту з «садибою у вогні, настільки швидким було її знищення».

## Служіння археології

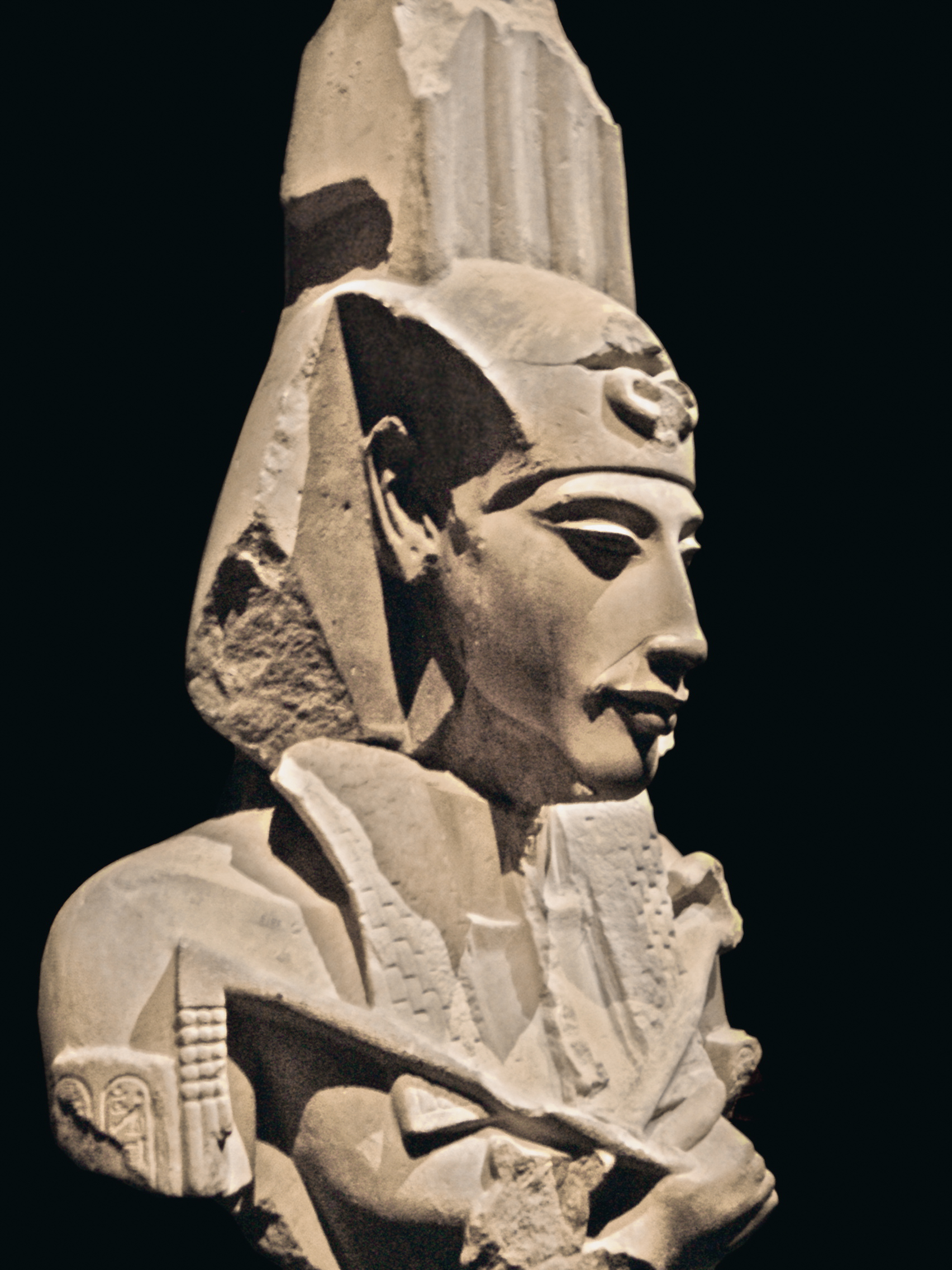
Погруддя фараона Ехнатона, засновника столиці Амарни

Його служіння археології розпочалося задовго до подорожі в арабський Єгипет. Він дійшов висновку, що треба розкопувати повільно, виявляти всі артефакти, зберігати усе (яким би дешевим і незначущим воно не здавалось), бо це допоможе зрозуміти події і зв'язки між знайденими пам'ятками. Він переконався в доцільності власних висновків, коли вивчав документи та хід варварських розкопок археолога Огюста Марієтта. Той копав заради знайдення ефектних, мистецьки вартісних знахідок, викидаючи чи знищуючи усе, що вважав нецікавим. Метою розкопок тоді не були ні дослідження чужої історії, ні збереження археологічних пам'яток: цікавило лише знайти і продати з прибутком. Варварський підхід до розкопок, характерний майже для всіх тодішніх археологів-грабіжників, Фліндерс Пітрі засуджував і унеможливив для себе.
Пані Амелія Едвардс 1882 року заснувала в Лондоні «Фонд єгипетських досліджень». Через рік з Пітрі познайомився керівник Відділу монет і медалей Британського музею (пов'язаний з пані Амелією Едвардс через працю в її Фонді), що і став спонсором молодого дослідника.
Критика нової методики Пітрі була такою значною, що він втратив спонсорів. Жив небагато, економив кожний фунт стерлінгів. Але стосунки з Амелією Едвардс перервались через несподівану її смерть, що встигла перенаправити Пітрі до Джесси Говарт, багатої власниці з міста Манчестер, давно зацікавленої Стародавнім Єгиптом. Ще одним меценатом став Генрі Мартин Кеннард, багатій та колекціонер творів мистецтва та археології. Так він знайшов нових спонсорів для власних досліджень. "Побутове може розповісти більше, ніж ефектне ", сказав він якось і зробив це власним підходом до розкопок.
У 19 років він виконав обміри Стоунгенджа в Британії. З 1880-х років він працював в Єгипті. Це розкопки в містах: Таніс і мало відомій тоді Амарні. Серед ремісничих виробів в Амарні Пітрі знайшов і оприлюднив фото двадцяти двох глиняних таблиць з текстами.
Він зберігав і вивчав уламки керамічного посуду, бо вважав що за типом кераміки можна датувати археологічні шари. Ця метода стала одною з надійних при датуванні пам'яток і використовується в комплексних дослідженнях донині. Жартома його називали «батько горщиків». 1892 року він отримав посаду керівника кафедри єгиптології Лондонського університету. Так вперше в житті він отримав улюблену роботу та джерело стабільного прибутку — 140 фунтів стерлінгів на рік. При дослідженні руїн храму Мернептаха він знайшов кам'яну стелу, яку датував 1217 р. до н. е.. З тексту дізнався про придушення незадовільних в Єгипті, де були і вихідці з Ізраїлю. Пам'ятка, знайдена Пітрі, стала значним джерелом знань для біблійної археології, яка мала значне розповсюдження як в Британії, так і в Сполучених Штатах.

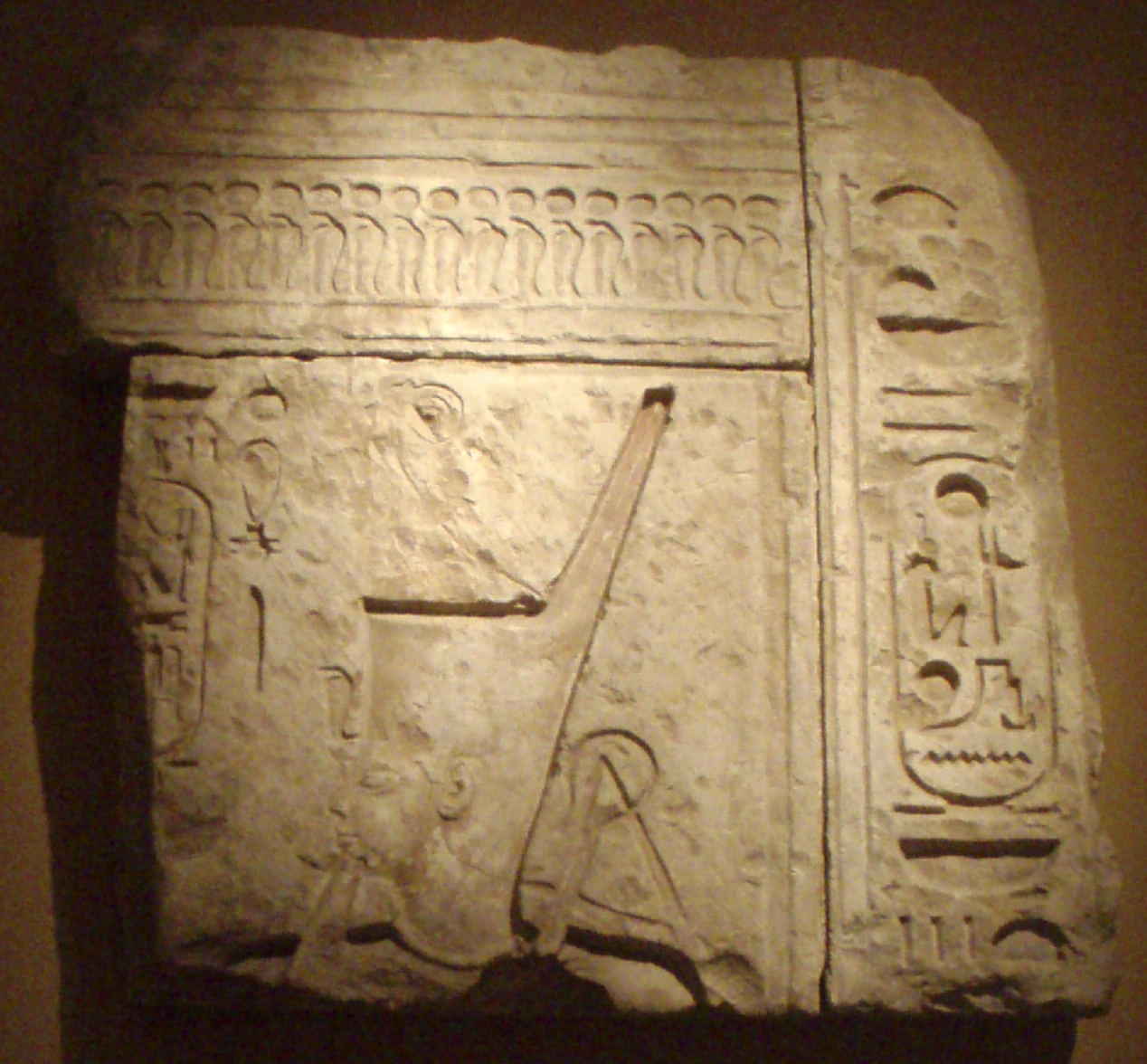
Рельєф з портретом фараона Рамсеса II
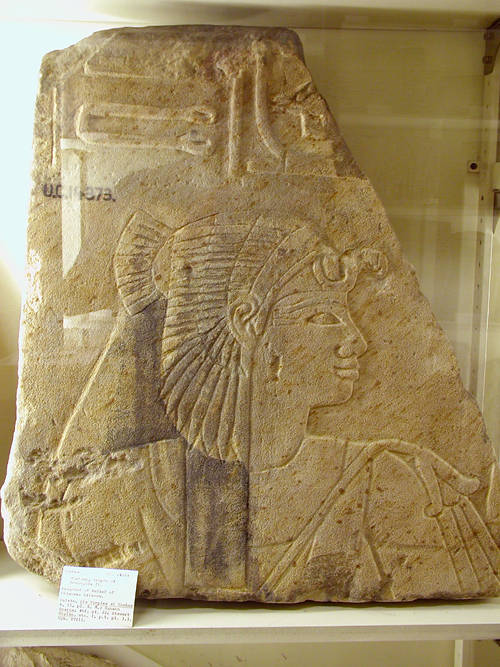
Рельєф з портретом принцеси Сітамур. Знахідка Пітрі.
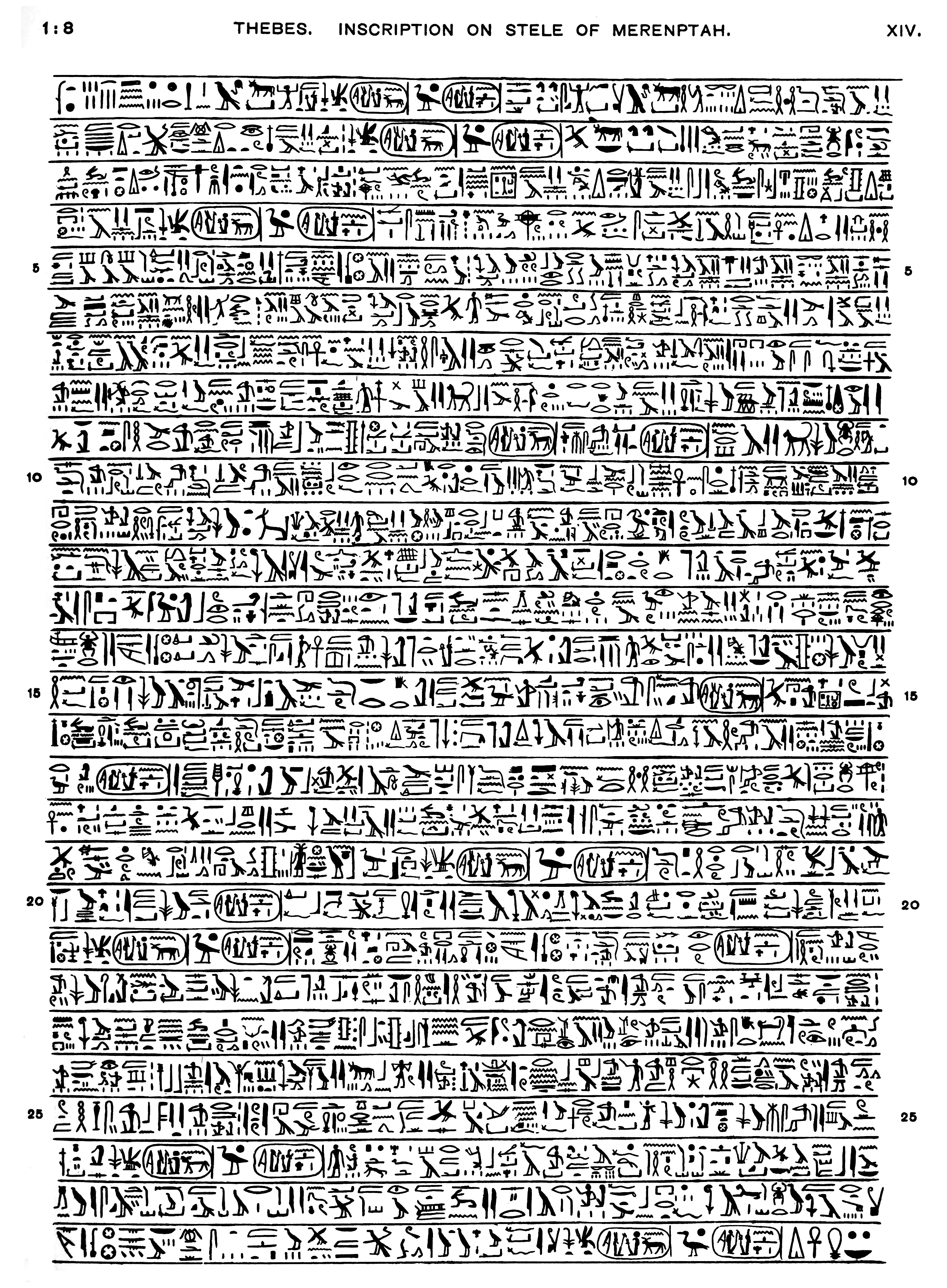
Текст зі стели Мернептаха, копія

## Дослідження фаюмських портретів

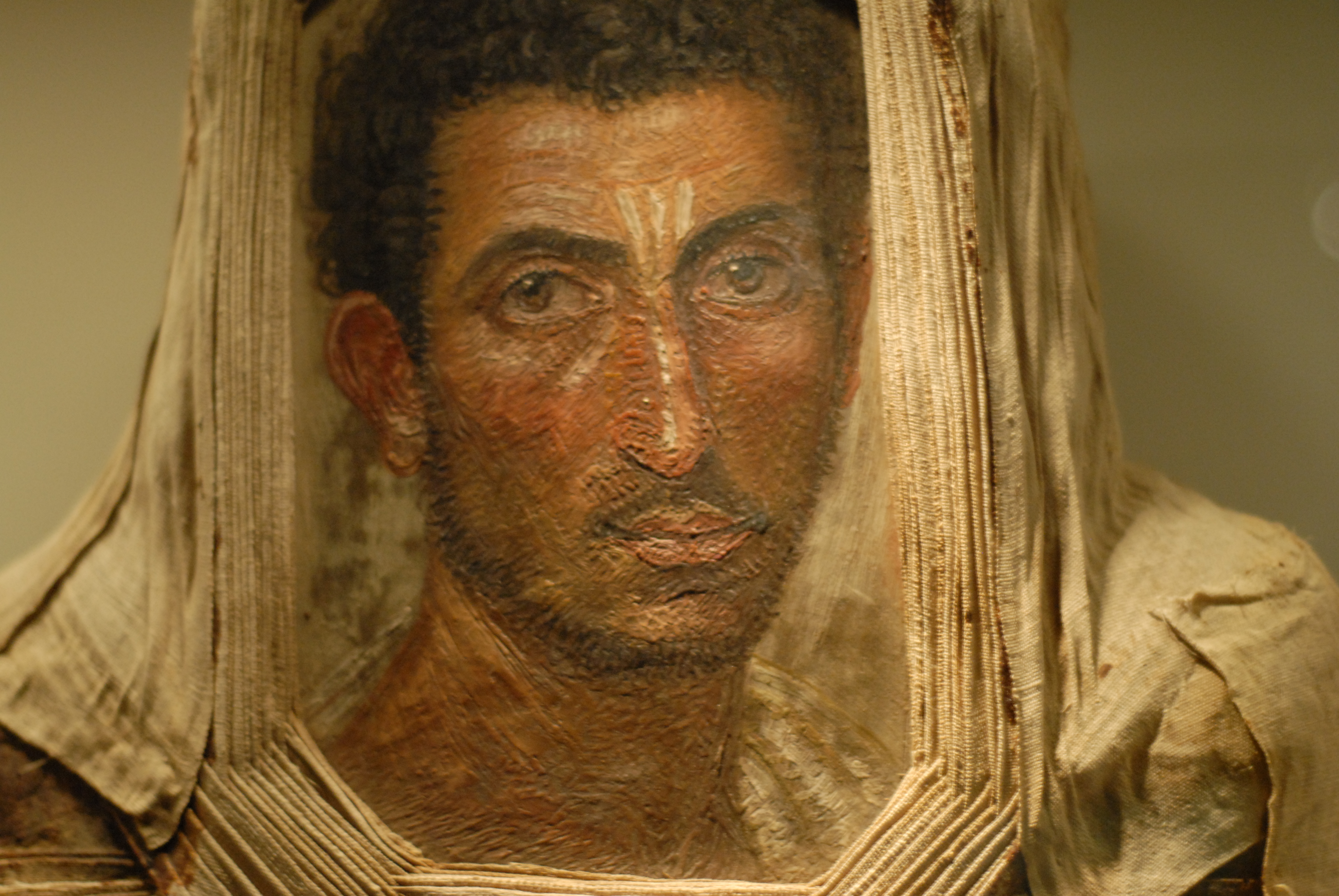
Фаюмський портрет чоловіка, Единбург, Королівський музей Шотландії

Пітрі здійснив подорож річкою Ніл і дістався острова Сехел та відомого нині комплексу храмів в Абу-Сімбел, скрізь вивчав написи давньоєгипетською. Повернувся на північ країни і брав участь в дослідження[ та рятуванні фаюмських портретів. Фліндерсу Пітрі пощастило натрапити та дослідити шістдесят (непоруйнованих поховань з фаюмськими портретами. Частку власних знахідок (50 відсотків) передав у Єгипетський музей в м. Каїрі. Безглузді працівники закладу вважали знахідки малоцінними і прикрасили ними подвір'я музею, що прискорило їх руйнацію. Обурений Фліндерс наполягав на поверненні йому фаюмських портретів, а коли домігся повернення дванадцяти з них, перевіз до Лондона і передав на експонування в Британський музей.

## Родина
26 листопада 1896 року Фліндерс Пітрі пошлюбився з Хільдою Урлин (1871—1957). Подружжя мало двох дітей, Джона (1907—1972) та Анну (1909—1989).

## Нагороди
- Орден Лазні